# 23410 Vikuznetsov
23410 Vikuznetsov là một tiểu hành tinh vành đai chính với chu kỳ quỹ đạo là 1244.9481043 ngày (3.41 năm).
Nó được phát hiện ngày 31 tháng 8 năm 1978.